# قشلاق آغ‌کهل
قشلاق آغ‌کهل یک روستا در ایران است که در استان اردبیل واقع شده است.